# Erick van Egeraat
Erick van Egeraat (prononcé en néerlandais : [ˈeːrɪk fɑn ˈeːɣəraːt]), né en 1956, est un architecte et auteur néerlandais. Il dirige un cabinet d'architecture basé à Rotterdam avec des bureaux à Moscou, Budapest et Prague. Il est surtout connu pour ses projets du siège du groupe ING à Budapest, le Musée de Drenthe à Assen, la tour Rock à Amsterdam, l'incinérateur de Roskilde, l'église - auditorium Paulinum de l'Université de Leipzig et l'Université d'entreprise de la Sberbank à Moscou. Il est lauréat du RIBA Award 2007 Best Building Award 2011&2012 et European Property Award 2013.
Le 26 avril 2016, Erick van Egeraat est fait « Officier de l'ordre d'Orange Nassau », décoration remise par le maire de Rotterdam au nom du roi des Pays-Bas.

## Réalisations

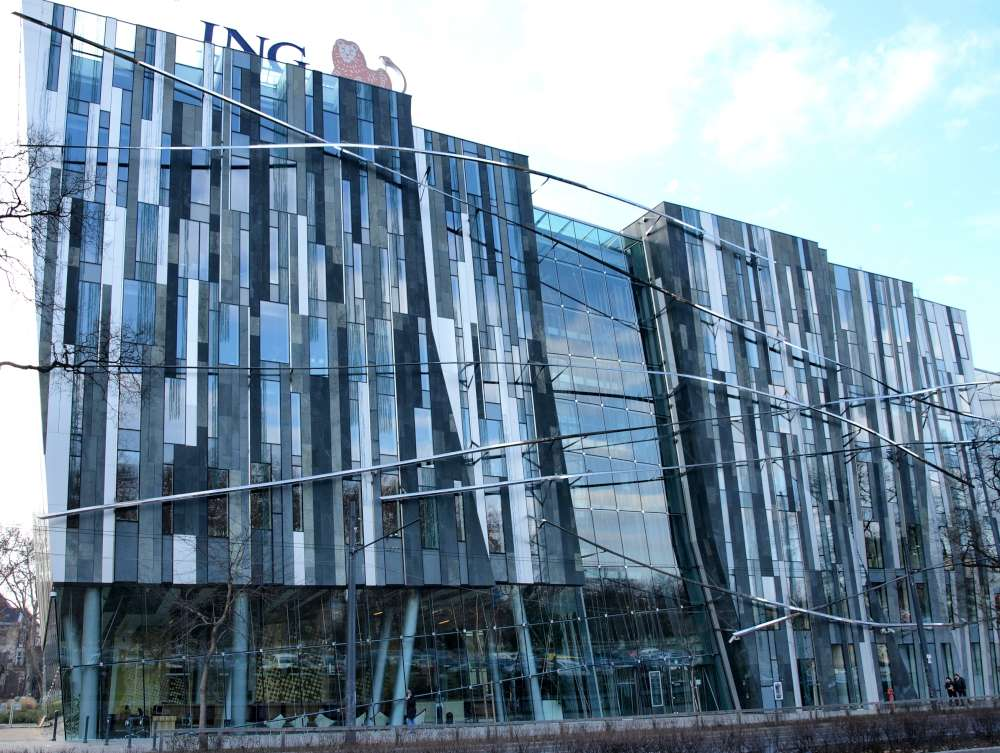
Bureau ING à Budapest, Hongrie

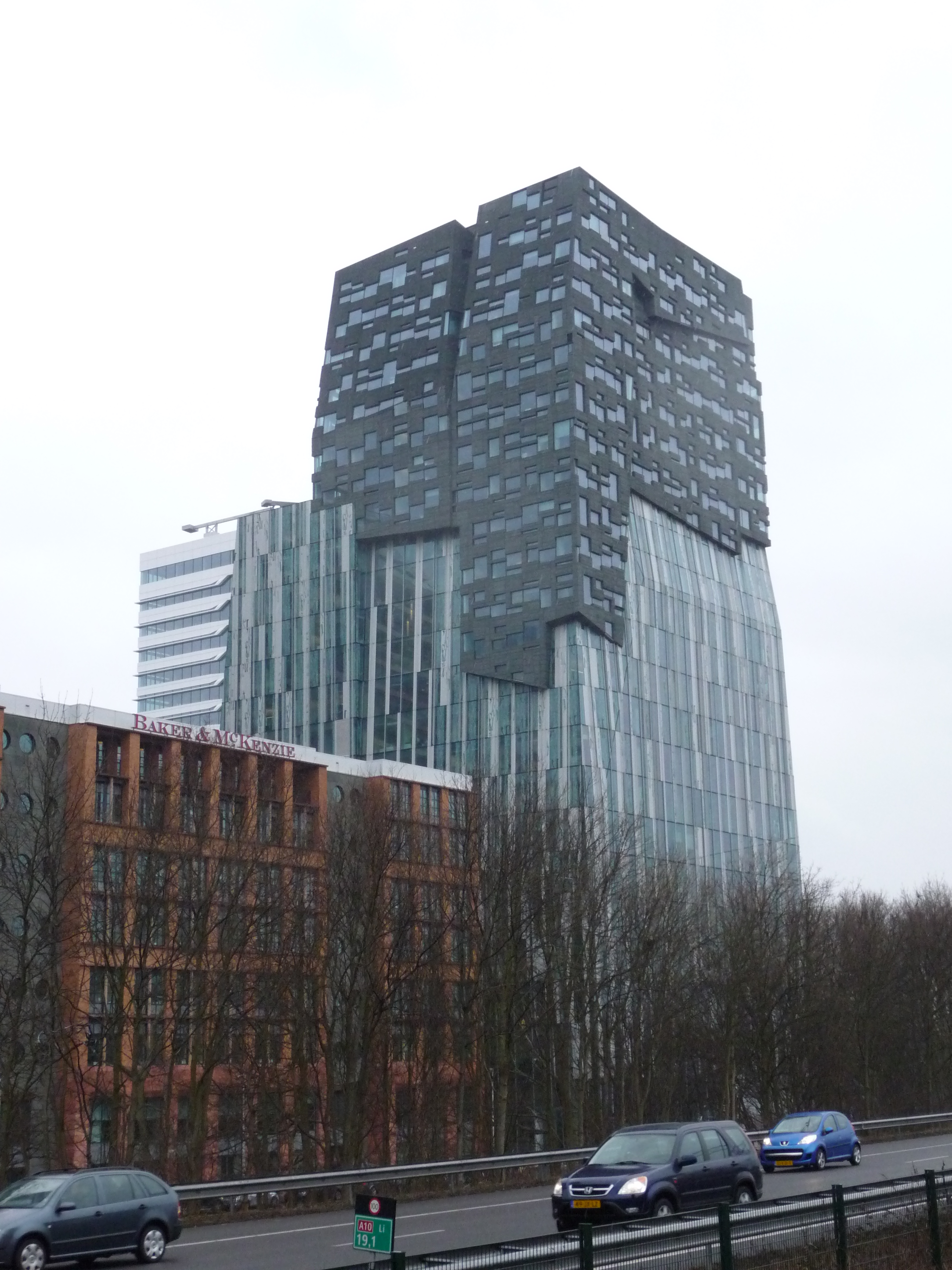
The Rock à Amsterdam, Pays-Bas

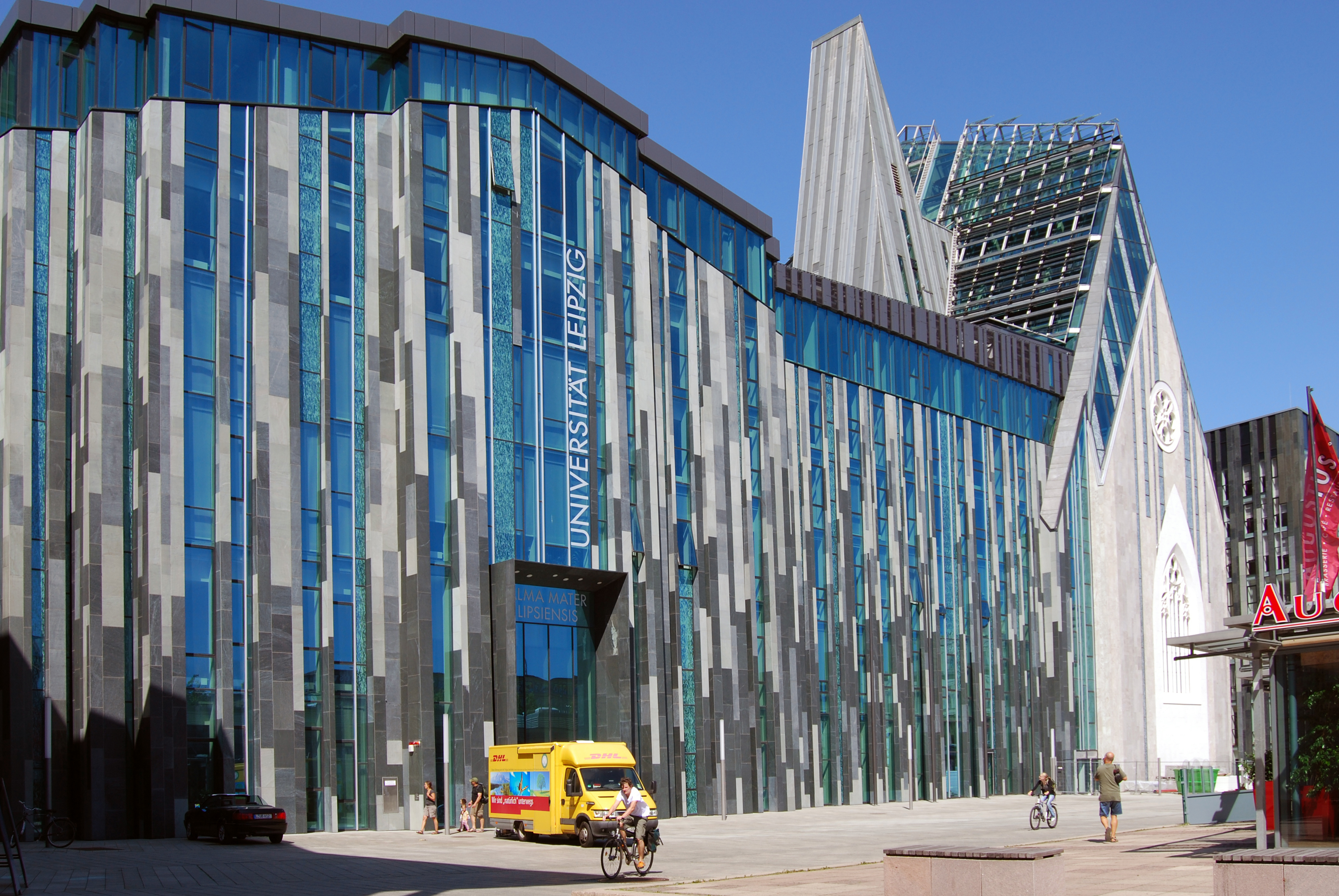
Bâtiment universitaire Paulinum et Augusteum à Leipzig, Allemagne

- 1980-1985 Logement Kruisplein - Rotterdam, Pays-Bas (en tant que partenaire de Mecanoo)
- 1985-1989 Housing Tiendplein - Rotterdam, Pays-Bas (en tant que partenaire de Mecanoo)
- 1989-1990 Restaurant Boompjes - Rotterdam, Pays-Bas (en tant que partenaire de Mecanoo)
- 1990-1992 Parkhotel - Rotterdam, Pays-Bas (en tant que partenaire de Mecanoo)
- 1992-1995 Natural History Museum - Rotterdam, Pays-Bas (en tant que partenaire de Mecanoo)
- 1992-1994 / 1993-1997 Bureau ING / Extension - Budapest, Hongrie[8]
- 1994-1997 École de mode et de design graphique - Utrecht, Pays[9]
- 1996-2000 Galerie d'art municipale - Cork, Irlande[10]
- 1996-2000 InHolland High School - Rotterdam, Pays[11]
- 1996-2002 Pop-stage Mezz - Breda, Pays[12]
- 1997-2002 Mairie - Alphen aan den Rijn, Pays[8]
- 1999-2003 Villa Bianca – Prague, République Tchèque[13]
- 1999-2004 Siège social d' ING - Budapest, Hongrie[1]
- 2000-2004 Ambassade Royale des Pays-Bas - Varsovie, Pologne[14]
- 2001-2005 Crescent Housing – Nieuw Vennep, Pays-Bas
- 2002-2009 The Rock Tower - Amsterdam, Pays-Bas[2]
- 2002-2010 Capitale – Moscou, Russie[15]

- 2003-2004 Rénovation du Palais Deak - Budapest, Hongrie[16]
- 2003- 2006 Bureaux Zilverparkkade - Lelystad, Pays[17]
- 2003-2006 Metzo College – Doetinchem, Pays[18]
- 2003-2007 Visual Art Center – Middlesbrough, Angleterre[19]
- 2003-2008 Théâtre Municipal – Haarlem, Pays[20]
- 2003-2012 Masterplan Milanofiori - Milan, Italie[21]
- 2004-2010 Masterplan River Park - Bratislava, Slovaquie[22]
- 2004-2010 Résidence privée - Rotterdam, Pays[23]
- 2004-2015 Bâtiment principal de l'Université et Auditorium - Leipzig, Allemagne[4]
- 2005-2009 Lyon Confluence – Lyon, France[24]
- 2005-2010 Centre de commerce et de divertissement Verchina – Sourgout, Russie[25]
- 2006-2011 Sumatrakontor - Hambourg, Allemagne[26]
- 2006-2014 Bay Mansion – Moscou, Russie[27]
- 2007-2011 Drents Museum - Assen, Pays[28]
- 2008-2010 Académie d'échecs – Khanty-Mansiysk, Russie[29]
- Ligne d'incinération 2008-2013 - Roskilde, Danemark[3]
- 2009-2012 Columbuskwartier - Almere, Pays[30]
- 2010-2013 Université de la Sberbank – Moscou, Russie[31]
- 2010-2013 Campus universitaire Erasmus et Intérieur - Rotterdam, Pays[32]
- 2012-2013 Espaces publics dans la Mercury City Tower – Moscou, Russie[33]

## Récompenses
- Lauréat « Animated architecture » de la meilleure architecture médiatique au monde pour l'incinérateur à Roskilde, Danemark, (2014)[34]
- Meilleure architecture de grande hauteur en Russie aux European Property Awards pour la Mercury City Tower, Moscou, Russie (2013)[35]
- Meilleur intérieur aux Dutch Design Awards pour le Musée régional de Drenthe, Assen, Pays-Bas (2012)
- Best Building '2012 Siberia fpour le centre de loisir et de commerce Verchina, Sourgout, Russie (2012)
- Grand Prix au Golden Capital Award Siberia for le centre de loisir et de commerce Verchina, Sourgout, Russie (2012)
- Meilleur bâtiment '2011 Russie pour Chess Academy, Khanty Mansiysk, Russie (2011)[7]
- Prix Emporis Skyscraper pour Capital City, Moscou, Russie (2010)
- Meilleur développement à usage mixte au Commercial Real Estate Award for Capital City, Moscou, Russie (2010)
- Prix Hadrian pour Visual Art Center, Middlesbrough, Angleterre (2009)[36]
- Prix américain pour les immeubles de bureaux Milanofiori North à Milan, Italie (2009)[37]
- Prix RIBA Région Nord-Est pour Visual Art Center, Middlesbrough, Angleterre (2007)[6]
- Prix Renaissance de la Royal Institution of Chartered Surveyors for Visual Art Center, Middlesbrough, Angleterre (2007)[6]
- Pour Budapest Award pour la « conception de chefs-d'œuvre architecturaux à Budapest, Hongrie » (2006)[38]
- Prix Reitter Ferenc pour la rénovation du Palais Déak à Budapest, Hongrie (2006)[39]
- Life in Architecture Award pour le meilleur bâtiment à Varsovie 2004-2005, pour l'ambassade royale des Pays-Bas à Varsovie, Pologne (2005)
- Prix MIPIM pour les bureaux d'ING & NNH à Budapest, Hongrie (1999)

Erick van Egeraat est professeur à l'Académie internationale d'architecture de Sofia, en Bulgarie. Il parcourt le monde non seulement pour travailler sur ses projets, mais aussi pour donner des conférences, des ateliers et des master classes.